# Rasenbildende Paraquilegia
Die Rasenbildende Paraquilegia (Paraquilegia caespitosa) ist eine Pflanzenart aus der Familie der Hahnenfußgewächse (Ranunculaceae).

## Merkmale
Die Rasenbildende Paraquilegia ist eine ausdauernde, krautige Pflanze, die Wuchshöhen von 4 bis 6 Zentimeter erreicht. Blütenstängel und Blätter sind dicht drüsenhaarig. Die Blüten sind dreizählig. Ihr Durchmesser ist 25 bis 30 Millimeter groß. Die äußeren Blütenhüllblätter messen 12 × 7 Millimeter, sind länglich und purpurrot bis rosa gefärbt; die inneren sind 4 bis 6 Millimeter lang. Es sind meist 3 bis 7, selten 8 Fruchtblätter vorhanden. Die Samen sind 2 Millimeter lang und runzelig.
Die Blütezeit liegt im Juni.

## Vorkommen
Die Rasenbildende Paraquilegia kommt im Iran, in Afghanistan, im Pamir-Alai, Tian-Schan, Kaschmir sowie in Nordwest-China vor. Sie wächst in Felsfugen und auf Kiesfluren in Höhenlagen von 2500 bis 4800 Meter.

## Nutzung
Die Rasenbildende Paraquilegia wird selten als Zierpflanze in Steingärten und Alpinhäusern genutzt.

## Belege
- Eckehart J. Jäger, Friedrich Ebel, Peter Hanelt, Gerd K. Müller (Hrsg.): Rothmaler Exkursionsflora von Deutschland. Band 5: Krautige Zier- und Nutzpflanzen. Spektrum Akademischer Verlag, Berlin Heidelberg 2008, ISBN 978-3-8274-0918-8.